# Ligne d'Étival à Senones
La Ligne d'Étival à Senones, dite chemin de fer du Rabodeau desservait la vallée du Rabodeau dans les Vosges. Cette ligne de chemin de fer secondaire à voie normale et voie unique reliait Étival-Clairefontaine à Senones via Moyenmoutier. Trois gares passagers et quatre haltes étaient situées sur le parcours : Étival-Clairefontaine, Le Rabodeau (halte), La Roseraie (halte), Moyenmoutier, Les Voitines (halte), La Poterosse (halte) et Senones.

## Historique
La compagnie des chemins de fer de l'Est ouvre dès 1883 une ligne entre Lunéville et Saint-Dié-des-Vosges, desservant la gare d'Étival-Clairefontaine. À l'Est de cette gare s'ouvre la vallée industrieuse du Rabodeau. Les industriels de cette vallée demandent à la compagnie de l'Est la construction d'une ligne de chemin de fer permettant sa desserte, mais, face au refus de la grande compagnie, s'associent pour obtenir la concession de la ligne
La ligne est déclarée d'utilité publique par la loi du 5 janvier 1882 et concédée à MM. Vincent Pommier et compagnie, entreprise textile des Manufactures Saint-Maurice à Senones, et Fournier, ingénieur civil à Épinal, pour une durée de 99 ans expirant en 1984.
La voie, construite aux normes des grands réseaux par les entreprises Giron et Loncol, est réceptionnée le 30 mai 1885 et mise en service 5 juin 1885, et son exploitation est désormais assurée par la Société anonyme du chemin de fer d'Étival à Senones, dont le siège était en gare de Senones, qui assure le transport de marchandises et de personnes.
La compagnie a été chargée de réaliser la ligne et de l'exploiter, sur des terrains mis à disposition par le département. Le coût de premier investissement était évalué par la loi de 1882 à 1 028 000 francs de l'époque, et semble s'être élevé à 1 293 811 francs, avec 162 343 F. de subventions communales, des entreprises desservies ou de particuliers, une subvention forestière de 40 000 et une subvention départementale de 108 000 F..
L'exploitation est suspendue pendant la Première Guerre mondiale et reprend le 1er avril 1919.
La société était relativement prospère puisqu'en 1890, la compagnie n'avait pas eu recours à la garantie financière de l'Etat, les recettes ayant été suffisantes, et, en 1911, on notait qu'elle était l'une des deux seules des 101 sociétés de chemin de fer et de tramways subventionnées par l'Etat (avec les chemins de fer de la Banlieue de Reims) à dégager une rentabilité de plus de 4 % du capital social, les autres sociétés ayant une rentibilité au mieux de 2,94 %, parfois nulle voire négative. Cette bonne santé financière se poursuit par-delà la Première Guerre mondiale, puisque en 1925, l'ingénieur en chef départemental notait que la compagnie était « dans une situation relativement prospère », et ne souhaitait pas assurer l'exploitation du tramway de Moussey, pourtant en continuité de sa propre ligne, car semblant moins rentable. Les tarifs sont relevés à deux reprises pour tenir compte de l'inflation qui suit la Première Guerre mondiale et la mise en place de réglementations sociales, en 1925 et 1926.
Le transport de voyageurs cessa en 1948, remplacé par un service de car assuré par le transporteur Mougenot. La cessation du transport ferroviaire de voyageurs s’inscrivait dans le contexte d’une concurrence routière qui toucha l'ensemble du trafic ferroviaire à partir des années 1930. La préfecture met alors en place un comité technique départemental des transports, facilitant ainsi la coordination des réseaux ferroviaire et routier. Depuis 1954, date de la mise en place de la desserte Sernam, la société acquiert de nouveau du matériel routier. Concernant le transport de marchandises, il continue alors à se justifier par l'implantation de multiples industries dans la vallée du Rabodeau dans les secteurs du textile (sites de Moyenmoutier et Senones) et de l'industrie papetière (site d'Étival). Nombre d'entre elles construisent sur la ligne des embranchements particuliers suscitant certaines difficultés liées notamment à l'entretien des embranchements, au versement de tarifs, etc.
Le trafic de marchandises cesse en 1975. À cette date, l'utilisation de cette voie, jusqu'alors affectée au service public, accueille jusqu'en 1989 un chemin de fer touristique, notamment pendant la « belle saison », initiative de l'association lorraine d'exploitation et de modélisme ferroviaire (ALEMF) (1980). En conséquence, la fréquentation du public s'accroit dans la vallée du Rabodeau. En 1981, la concession du chemin de fer d'Étival-Clairefontaine à Senones, accordée par le département, arrive à échéance. Son non-renouvellement réduit le trafic à l'acheminement de marchandises pondéreuses à destination de l'usine Peaudouce (Moyenmoutier). La dissolution de la société du chemin de fer d'Étival-Clairefontaine à Senones est actée le 29 juillet 1982.
Depuis lors, les emprises des voies sont cédées aux collectivités locales. Une grande partie de la portion située sur le territoire de la commune de Moyenmoutier est transformée en piste piétonnière et cyclable. La gare de Moyenmoutier  est démolie vers 2005 faisant place à un parking et à un restaurant scolaire.

## Infrastructure

### Tracé

Rails. De gauche à droite :
- type UIC 60,
- type Vignole,
- type Broca ou à gorge, typique des voies de tramway car permettant l'implantation de la voie dans la chaussée,
- type double champignon symétrique,
- et double champignon asymétrique.

Aux termes du cahier des charges de la concession, « le chemin de fer d'Étival à Senones partira de la gare d'Étival-Clairefontaine (réseau de l'Est), suivra la rive gauche du Rabodeau, en passant à ou près de Moyenmoutier, pour atteindre Senones, terminus de la ligne ».
La ligne, à voie unique avait son origine dans la cour des arrivées de la gare d'Étival-Clairefontaine, suivait sur une courte distance la ligne de Saint-Dié et s'en séparait pour rejoindre la rive gauche du Rabodeau, affluent de la Meurthe, passait à travers de nombreuses forêts et desservait de nombreuses indistries, notamment à Moyenmoutier.
La voie était équipée de rails de type Vignole, de 30 kg/m, les rampes maximales étaient de 20 ‰ et le rayon minimal des courbes de 250 mètres.
Ce tracé est détaillé sur la page Voie verte du Rabodeau.

### Ouvrages d'art
La ligne comprenait un important viaduc à 12 arches à Moyenmoutier.

### Embranchements particuliers
La ligne, conçue notamment pour les besoins des industriels du secteur, comprenait à l'origine six embranchements particuliers, nombre porté ultérieurement à neuf.

## Exploitation de service public
En 1925, un rapport de l'ingénieur en chef du département indiqait que la gare de Senones de l'Étival-Senones avait un trafic de marchandises de 88 528 tonnes.
À partir de 1937, le trafic voyageurs est assuré par une automotrice, réduisant les coûts et améliorant tant le confort des voyageurs que la vitesse commerciale de la ligne, ce matériel étant apte à une vitesse de 70 km/h.

### Horaires
En 1932, la ligne était exploitée en navette, c'est-à-dire sans que les trains ne s'y croisent.
Les horaires étaient les suivants, en septembre 1932 :
- Train no 1 - Etival-Clairefontaine 7:40 P.N du Rabodeau 7:44 Moyenmoutier 7:51 Senones 8:02
- Train no 3 - Etival-clairefontaine 10:30 P.N du Rabodeau 10:34 Moyenmoutier 10:39 Senones 10:48
- Train no 5 - Etival-clairefontaine 13:40 P.N du Rabodeau 13:44 Moyenmoutier 13:48 Senones 13:57
- Train no 7 - Etival-Clairefontaine 16:20 P.N du Rabodeau 16:24 Moyenmoutier 16:29 Senones 16:38
- Train no 9 - Etival-Clairefontaine 20:30 P.N du Rabodeau 20:34 Moyenmoutier 20:39 Senones 20:48
- Train no 2 - Senones 6:00 Moyenmoutier 6:10 P.N du Rabodeau 6:14 Etival-Clairefontaine 6:18
- Train no 4 - Senones 9:30 Moyenmoutier 9:40 P.N du Rabodeau 9:44 Etival-Clairefontaine 9:48
- Train no 6 - Senones 12:20 Moyenmoutier 12:30 P.N du Rabodeau 12:34 Etival-Clairefontaine 12:38
- Train no 8 - Senones 15:05 Moyenmoutier 15:15 P.N du Rabodeau 15:19 Etival-Clairefontaine 15:23
- Train no 10 - Senones 19:00 Moyenmoutier 19:10 P.N du Rabodeau 19:14 Etival-Clairefontaine 19:18

Il fallait donc 18 minutes pour parcourir les 9 km de la ligne, soit une vitesse commerciale relativement élevée pour un chemin de fer secondaire de 30 km/h.

### Lignes en correspondance
La ligne assurait deux correspondances :
- à la gare d'Étival-Clairefontaine, avec la ligne de Lunéville à Saint-Dié ;
- Depuis la gare de Senones, il était possible de rejoindre Moussey par le tramway de Moussey, physiquement le prolongement du chemin de fer du Rabodeau, mais concédé à une entreprise différente dans un cadre réglementaire différent (tramway sur voirie routière vs. voie ferrée d'intérêt local).

### Matériel roulant
En 1927, la compagnie disposait de trois locomotives à vapeur, de 37 tonnes chacune à vide et 47,9 t. en charge, de deux voitures à voyageurs (de 86 et 76 places), un fourgon à bagages et 28 wagons à marchandises. Ce nombre limité de wagons pour une ligne essentiellement consacrée au trafic marchandises était lié à la possibilité des matériels des « grands réseaux » de circuler sur la ligne.

## Exploitation touristique
La ligne a été exploitée comme chemin de fer touristique par l'ALEMF de 1975 jusqu'en 1985 (qui exploite depuis le chemin de fer touristique de la vallée de la Canner) et l'ASERMITA jusqu'à la fin de l'exploitation, sous le nom de Chemin de fer touristique de la vallée du Rabodeau.
L'ALEMF disposait de deux locomotives :
- la 020T Fives-Lille no 4533, type 142A, de 1927
- la 020T Hohenzollern no 1395 de 1901, type Schlägel b (de). Elle a figurée en bonne place dans le tournage du film « Le Mécréant » de Jean L'Hôte avec Maurice Biraud et Jean-Marc Thibault[18]

En 1988, le chemin de fer touristique disposait sous la gestion de l’ASERMITA, d'une locomotive 020T "L'Union", construite en 1887 pour les besoins de la compagnie des mines d'Anzin et arrivée sur la ligne dans les années 1985/86.

## Vestiges et matériels préservés
La locomotive à vapeur 030T Krupp no 741 de 1924 est préservée sur le chemin de fer touristique de la vallée de la Canner.
La plate-forme de la ligne a été cédée pour sa plus grande partie aux collectivités locales et aménagée en voie verte, le long duquel on peut reconnaître la trace de la gare de Moyenmoutier (intégrée à un bâtiment d'habitation), un bâtiment dénommé « le dépôt » peu avant Senones, qui était le garage de la locomotive, ainsi que l'ancienne gare de Senones.
La ligne régulière d'autocars reliant désormais Saint-Dié à Senones, organisée par la communauté d'agglomération de Saint-Dié-des-Vosges, suit en partie le tracé de l'ancienne ligne ferroviaire.